# Fußball-Südasienmeisterschaft 1993
Die erste Fußball-Südasienmeisterschaft (offiziell South Asian Association for Regional Co-operation Tournament 1993; kurz SAARC-Cup 1993), fand vom 9. bis zum 23. Juli 1993 in Lahore (Pakistan) statt. Am Turnier nahmen vier südasiatische Nationen teil. Zusätzlich spielte ein pakistanisches Junioren-Team mit, das unter dem Namen „Pakistan White“ antrat, dessen Ergebnisse wurden allerdings nicht gewertet. Erster Südasienmeister wurde der Rekordmeister Indien.
Der Turniersieger wurde in einer Gruppenphase ermittelt.

## Teilnehmer
| Nationalmannschaft   | Weltranglistenposition (August 1993) | Weltranglistenposition (September 1993) | Veränderung |
| -------------------- | ------------------------------------ | --------------------------------------- | ----------- |
| Indien               | 143                                  | 129                                     | +14         |
| Pakistan (Austrager) | 145                                  | 149                                     | −04         |
| Nepal                | 149                                  | 157                                     | −08         |
| Sri Lanka            | —                                    | 161                                     | neu         |
| ( Pakistan White)    | —                                    | —                                       | —           |

## Turnier
| Pl.                             | Land      | Sp. | S | U | N | Tore    | Diff. | Punkte |
| ------------------------------- | --------- | --- | - | - | - | ------- | ----- | ------ |
| 1.                              | Indien    | 3   | 2 | 1 | 0 | 004:100 | +3    | 05:10  |
| 2.                              | Sri Lanka | 3   | 1 | 1 | 1 | 004:200 | +2    | 03:30  |
| 3.                              | Nepal     | 2   | 0 | 2 | 0 | 001:200 | −1    | 02:20  |
| 4.                              | Pakistan  | 2   | 0 | 2 | 0 | 002:600 | −4    | 02:20  |
| Stand: Endstand (23. Juli 1993) |           |     |   |   |   |         |       |        |

|                    |   |           |     |
| Fr., 16. Juli 1993 |   |           |     |
| Indien             | – | Sri Lanka | 2:0 |
| Pakistan           | – | Nepal     | 1:1 |
| So., 18. Juli 1993 |   |           |     |
| Pakistan           | – | Sri Lanka | 0:4 |
| Mo., 19. Juli 1993 |   |           |     |
| Sri Lanka          | – | Nepal     | 0:0 |
| Mi., 21. Juli 1993 |   |           |     |
| Indien             | – | Nepal     | 1:0 |
| Fr., 23. Juli 1993 |   |           |     |
| Pakistan           | – | Indien    | 1:1 |

## Turnierergebnisse mit White Pakistan
| Pl. | Land           | Sp. | S | U | N | Tore    | Diff. | Punkte |
| --- | -------------- | --- | - | - | - | ------- | ----- | ------ |
| 1.  | Indien         | 3   | 2 | 1 | 0 | 007:200 | +5    | 07     |
| 2.  | Sri Lanka      | 3   | 2 | 0 | 1 | 006:300 | +3    | 06     |
| 3.  | Pakistan       | 3   | 1 | 1 | 1 | 004:600 | −2    | 04     |
| 4.  | Nepal          | 3   | 1 | 0 | 2 | 001:200 | −1    | 03     |
| 5.  | Pakistan White | 2   | 0 | 1 | 1 | 002:700 | −5    | 01     |

|                |   |           |     |
| 17. Juli 1993  |   |           |     |
| Pakistan White | – | Nepal     | 0:0 |
| 18. Juli 1993  |   |           |     |
| Pakistan White | – | Indien    | 1:3 |
| 20. Juli 1993  |   |           |     |
| Pakistan White | – | Pakistan  | 0:2 |
| 22. Juli 1993  |   |           |     |
| Pakistan White | – | Sri Lanka | 1:2 |